# Zosteria alcetas
Zosteria alcetas là một loài ruồi trong họ Asilidae. Zosteria alcetas được Walker miêu tả năm 1849.